# 日比谷ノンフィクションIII
『日比谷ノンフィクションIII』（ヒビヤノンフィクションスリー）は、Base Ball Bearの3枚目のライブDVD。

## 解説
- 全国ツアーを経て集計されたファンからのリクエスト上位曲を中心に構成されたシリーズライブ「日比谷ノンフィクションIII」（2013年6月15日@日比谷野外大音楽堂）の模様を映像化したもの。
- 16thシングル「ファンファーレがきこえる/senkou hanabi」と同時発売。
- 完全生産限定盤（5000セット限定）と通常盤の2種同時発売。限定盤は、スリーブケース仕様のほか、ボーナスディスク付属。
- 対象店舗で、「ファンファーレがきこえる/senkou hanabi」と同時に購入すると、スペシャルCD「この特典のためだけにムダに録り下ろした世にも奇妙な即興生演奏」が先着でプレゼントされた。
- さらに、ユニバーサルミュージックストアで同時購入すると、スペシャルCDに加え、ユニバーサルミュージックストアオリジナル特典「2014年BBBオリジナルカレンダー」が先着でプレゼントされた。

## 収録曲

### DISC-1
1. BREEEEZE GIRL
2. PERFECT BLUE
3. GIRL FRIEND
4. 17才
5. 彼氏彼女の関係
6. アイノシタイ
7. 愛してる
8. BOYS MAY CRY
9. short hair
10. 君はノンフィクション
11. SIMAITAI
12. 真夏の条件
13. yoakemae
14. Tabibito In The Dark
15. 海になりたいpart.2
16. LOVE MATHEMATICS
17. HIGH COLOR TIMES（Enc.）
18. 祭りのあと（Enc.）
19. changes（Double-Enc.）

### DISC-2（完全生産限定盤のみ・ボーナスディスク）
- 2009.06.27 『日比谷ノンフィクション』@日比谷野外大音楽堂

1. image club
2. ラビリンスへのタイミング
3. 気付いてほしい
4. BREEEEZE GIRL
5. HIGH COLOR TIMES

- 2010.06.19 『日比谷ノンフィクション part.2』@日比谷野外大音楽堂

1. レモンスカッシュ感覚
2. ELECTRIC SUMMER

- 2010.06.20 『日比谷ノンフィクション part.2』@日比谷野外大音楽堂

1. SCHOOL GIRL FANTASY

## 完全生産限定盤特典内容
- カメラファインダー風スリーブケース仕様
- メンバーによる“福”音声入りボーナスディスク付属
- スペシャルフォトブック封入
- 2014年春ツアー DVD購入者限定・第一次先行予約情報封入